# Amblypsilopus grootaerti
Amblypsilopus grootaerti är en tvåvingeart som beskrevs av Grichanov 1998. Amblypsilopus grootaerti ingår i släktet Amblypsilopus och familjen styltflugor. Inga underarter finns listade i Catalogue of Life.